# Gelora Bung Karno Sports Complex

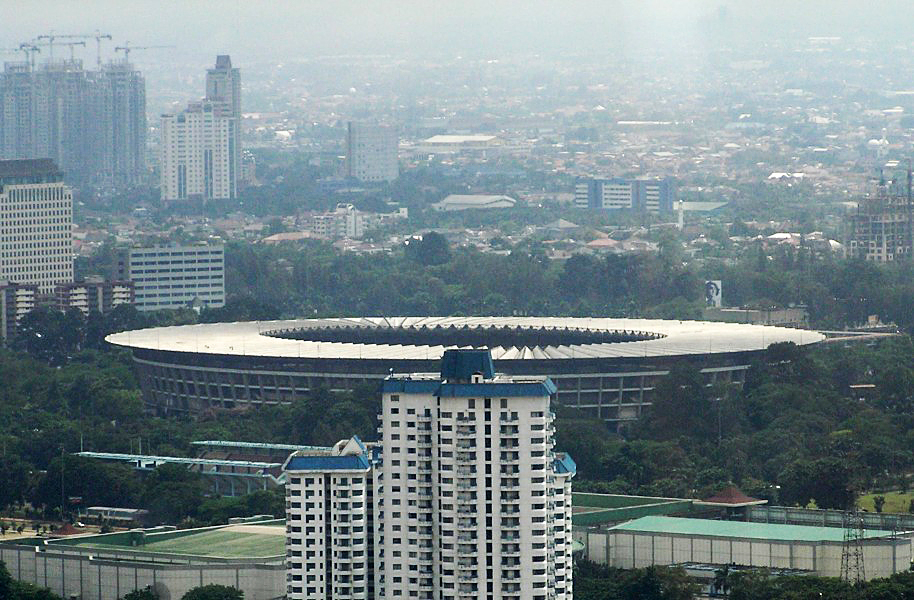
Vue du complexe sportif à partir du 46e étage de Wisma 46

La Bung Karno Sports Arena (en indonésien : Gelanggang Olahraga Bung Karno, connu comme Gelora Bung Karno Sports Complex), auparavant nommé Senayan Sports Arena (en indonésien : Gelanggang Olahraga Senayan) de 1969 à 2001, est un complexe sportif situé entre Gelora, Central Jakarta et Senayan, South Jakarta, en Indonésie.
Le complexe comprend le stade Gelora-Bung-Karno, un centre aquatique, des courts de tennis, de hockey, de baseball et de tir à l’arc ainsi que de nombreux gymnases.
Le complexe est construit en 1960 pour les Jeux asiatiques de 1962 et a été rénové pour les Jeux asiatiques de 2018.